# جسیکا نیلسون
جسیکا نیلسون (سوئدی: Jessica Nilsson؛ زادهٔ ۱۱ ژانویهٔ ۱۹۶۵) کارگردان فیلم، بازیگر و فیلم‌نامه‌نویس اهل سوئد است.
از فیلم‌ها یا برنامه‌های تلویزیونی که وی در آن نقش داشته‌است، می‌توان به سوئد فوق‌العاده است، شما، زنده‌ها و همه‌چیز درباره آنا اشاره کرد.